# TOI-2257 b
TOI-2257 b är en exoplanet som ligger i solsystemet TOI-2257 189 ljusår från jorden. Planeten upptäcktes 2021 av TESS. Planeten är en Neptunliknande gasjätte.